# Chambray
Pour la commune d'Indre-et-Loire, voir Chambray-lès-Tours.
Cet article possède des paronymes, voir Chamblay et Champdray.
Pour les articles homonymes, voir Chambray (homonymie).
Chambray est une commune française située dans le département de l'Eure, en région Normandie.

## Géographie

### Localisation
| Autheuil-Authouillet | Sainte-Colombe-près-Vernon | Sainte-Colombe-près-Vernon |
|                      | Chambray                   | Houlbec-Cocherel           |
| Fontaine-sous-Jouy   | Jouy-sur-Eure              | Rouvray, Houlbec-Cocherel  |

### Hydrographie
La commune est située dans le bassin Seine-Normandie. Elle est drainée par l'Eure, le fossé 01 de la commune de Chambray, le Ru, l'Eure et divers autres petits cours d'eau,.
L'Eure, un canal, chenal et cours d'eau naturel non navigable d'une longueur de 229 km, prend sa source dans la commune de Longny les Villages et se jette  dans la Seine à Saint-Pierre-lès-Elbeuf, après avoir traversé 91 communes.

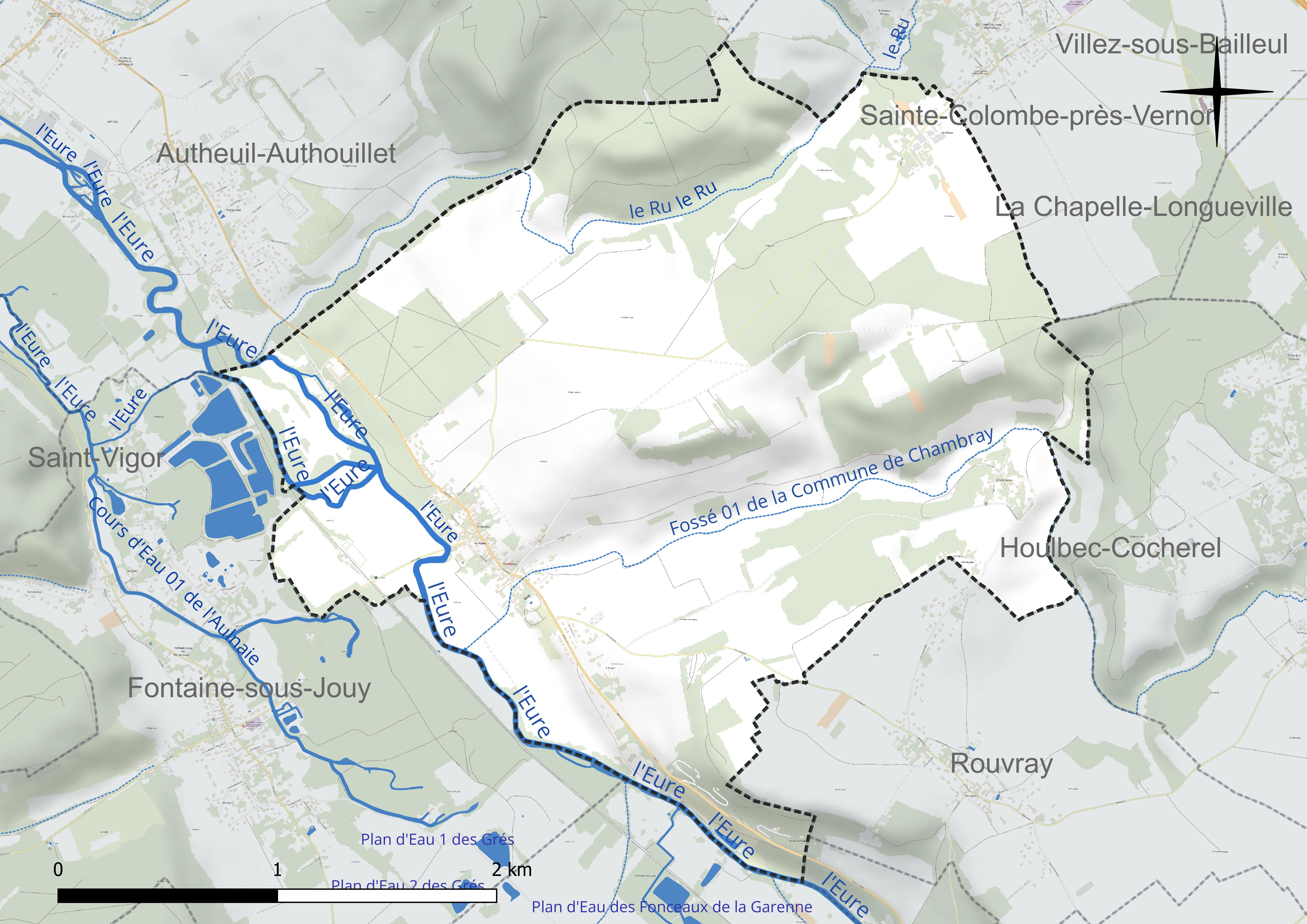
Réseau hydrographique de Chambray.

### Climat
Pour des articles plus généraux, voir Climat de la Normandie et Climat de l'Eure.
En 2010, le climat de la commune est de type climat océanique dégradé des plaines du Centre et du Nord, selon une étude du CNRS s'appuyant sur une série de données couvrant la période 1971-2000. En 2020, Météo-France publie une typologie des climats de la France métropolitaine dans laquelle la commune est exposée à un climat océanique et est dans la région climatique  Sud-ouest du bassin Parisien, caractérisée par une faible pluviométrie, notamment au printemps (120 à 150 mm) et un hiver froid (3,5 °C). Parallèlement le GIEC normand, un groupe régional d’experts sur le climat, différencie quant à lui, dans une étude de 2020, trois grands types de climats pour la région Normandie, nuancés à une échelle plus fine par les facteurs géographiques locaux. La commune est, selon ce zonage, exposée à un « climat des plateaux abrités », correspondant aux plaines agricoles de l’Eure, avec une pluviométrie beaucoup plus faible que dans la plaine de Caen en raison du double effet d’abri provoqué par les collines du Bocage normand et par celles qui s’étendent sur un axe du Pays d'Auge au Perche.
Pour la période 1971-2000, la température annuelle moyenne est de 10,9 °C, avec  une amplitude thermique annuelle de 14,5 °C. Le cumul annuel moyen de précipitations est de 689 mm, avec 11,5 jours de précipitations en janvier et 8 jours en juillet. Pour la période 1991-2020, la température moyenne annuelle observée sur la station météorologique la plus proche, située sur la commune de Huest à 8 km à vol d'oiseau, est de 11,2 °C et le cumul annuel moyen de précipitations est de 600,6 mm,. Pour l'avenir, les paramètres climatiques de la commune estimés pour 2050 selon différents scénarios d’émission de gaz à effet de serre sont consultables sur un site dédié publié par Météo-France en novembre 2022.

## Urbanisme

### Typologie
Au 1er janvier 2024, Chambray est catégorisée commune rurale à habitat dispersé, selon la nouvelle grille communale de densité à 7 niveaux définie par l'Insee en 2022.
Elle est située hors unité urbaine et hors attraction des villes,.

### Occupation des sols
L'occupation des sols de la commune, telle qu'elle ressort de la base de données européenne d’occupation biophysique des sols Corine Land Cover (CLC), est marquée par l'importance des territoires agricoles (64 % en 2018), en diminution par rapport à 1990 (68,9 %). La répartition détaillée en 2018 est la suivante : 
terres arables (48,5 %), forêts (30,4 %), prairies (15,5 %), zones urbanisées (5,5 %). L'évolution de l’occupation des sols de la commune et de ses infrastructures peut être observée sur les différentes représentations cartographiques du territoire : la carte de Cassini (XVIIIe siècle), la carte d'état-major (1820-1866) et les cartes ou photos aériennes de l'IGN pour la période actuelle (1950 à aujourd'hui).

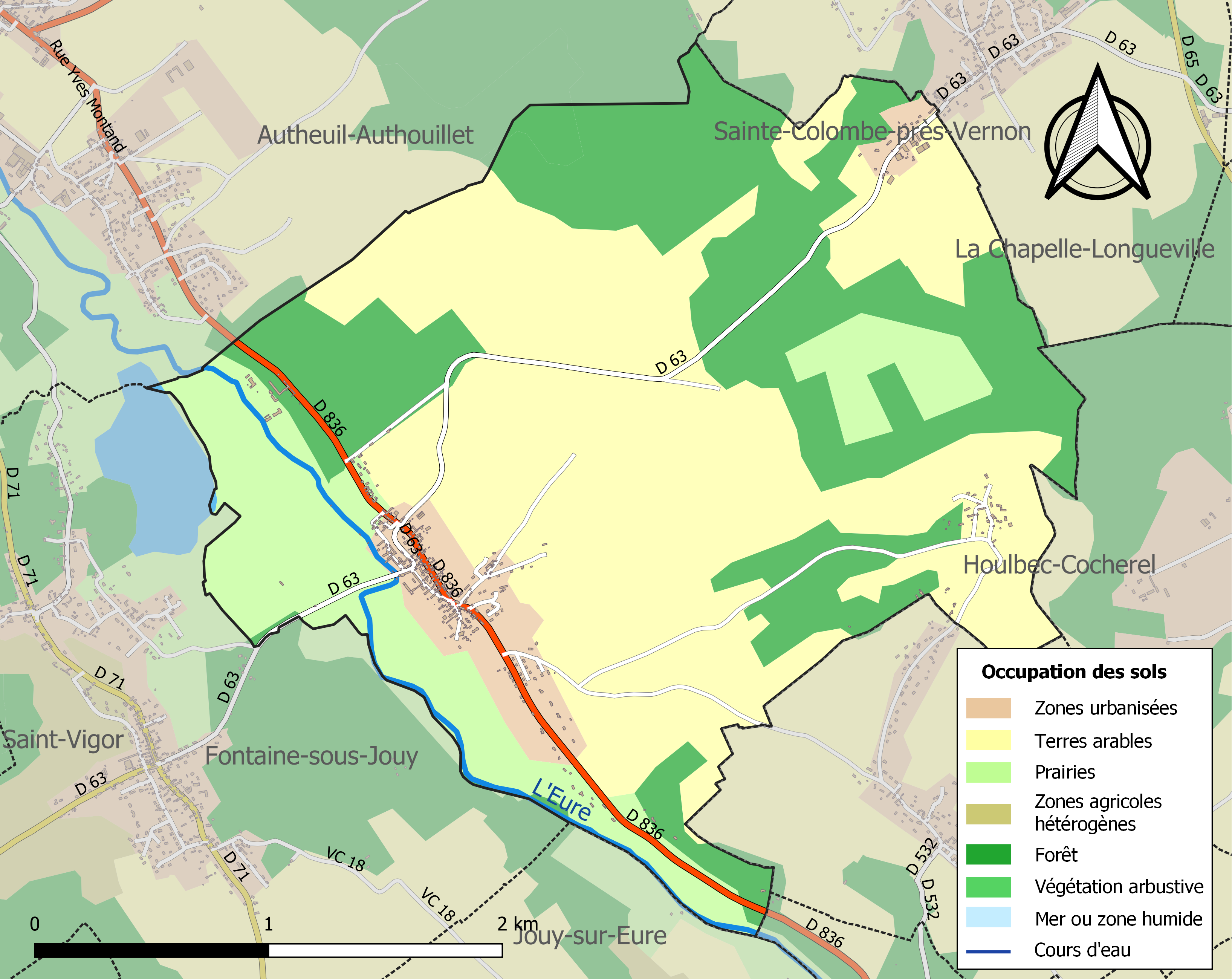
Carte des infrastructures et de l'occupation des sols de la commune en 2018 (CLC).

## Toponymie
Le nom de la localité est attesté sous les formes Cambracus en 1011,, Cammeragus vers 1015 (charte de Richard II) ou vers 1025 (Fauroux 13, 53,, Chanbra en 1250 (cartulaire de Saint-Ouen de Rouen), Chamberais vers 1350 (charte de Robert II, évêque d’Évreux), Cambray en 1390, Chambrey sur Ure en 1584 (aveu de Henri de Silly), Chambrey en 1740 (sentence de la Vicomté de l'Eau).
Le radical cambar, combar / camar se retrouve dans de nombreux toponymes en France : Cambrai, Cambayrac, Camalès, Combrée, etc.. Il est probable que le type toponymique *Cambar(i)acum qui explique Chambray soit basé sur le nom de personne gaulois Cambarius dérivé [?] de Cambo « Courbé, Tordu »,, suivi du suffixe celtique de localisation et de propriété -acum.

## Politique et administration
| Période                                  | Période   | Identité       | Étiquette | Qualité       |
| ---------------------------------------- | --------- | -------------- | --------- | ------------- |
| 1er Juin 1997                            | mars 2014 | Joseph Renard  | SE        |               |
| mars 2014                                | En cours  | Renée Matringe | SE        | Fonctionnaire |
| Les données manquantes sont à compléter. |           |                |           |               |

## Démographie
L'évolution du nombre d'habitants est connue à travers les recensements de la population effectués dans la commune depuis 1793. Pour les communes de moins de 10 000 habitants, une enquête de recensement portant sur toute la population est réalisée tous les cinq ans, les populations de référence des années intermédiaires étant quant à elles estimées par interpolation ou extrapolation. Pour la commune, le premier recensement exhaustif entrant dans le cadre du nouveau dispositif a été réalisé en 2006.

En 2022, la commune comptait 396 habitants, en évolution de −6,82 % par rapport à 2016 (Eure : −0,25 %, France hors Mayotte : +2,11 %).
| 1793 | 1800 | 1806 | 1821 | 1831 | 1836 | 1841 | 1846 | 1851 |
| ---- | ---- | ---- | ---- | ---- | ---- | ---- | ---- | ---- |
| 458  | 457  | 491  | 514  | 543  | 505  | 504  | 487  | 472  |

| 1856 | 1861 | 1866 | 1872 | 1876 | 1881 | 1886 | 1891 | 1896 |
| ---- | ---- | ---- | ---- | ---- | ---- | ---- | ---- | ---- |
| 451  | 390  | 431  | 435  | 440  | 410  | 435  | 380  | 369  |

| 1901 | 1906 | 1911 | 1921 | 1926 | 1931 | 1936 | 1946 | 1954 |
| ---- | ---- | ---- | ---- | ---- | ---- | ---- | ---- | ---- |
| 390  | 357  | 348  | 308  | 333  | 358  | 315  | 329  | 313  |

| 1962 | 1968 | 1975 | 1982 | 1990 | 1999 | 2006 | 2011 | 2016 |
| ---- | ---- | ---- | ---- | ---- | ---- | ---- | ---- | ---- |
| 340  | 300  | 336  | 383  | 372  | 372  | 446  | 452  | 425  |

| 2021 | 2022 | - | - | - | - | - | - | - |
| ---- | ---- | - | - | - | - | - | - | - |
| 401  | 396  | - | - | - | - | - | - | - |

## Culture locale et patrimoine

### Lieux et monuments

#### Monuments historiques

##### Château de Chambray
Le château est construit au XVIIe siècle dans le style Louis XIII par le comte de Louviers, peut-être à partir d'éléments plus anciens. Les dépendances (communs, écuries, chapelle) datent du XVIIIe siècle : les grandes écuries sont construites en 1736 par le comte de Clermont-Tonnerre, la chapelle est remaniée en 1771. Le logis est très remanié au XIXe siècle. Au début du XXe siècle, l'architecte Lisch le restaure et l'agrandit par l'ajout d'un pavillon de plan carré au nord-est. Le jardin régulier visible sur le plan du XVIIIe siècle est devenu jardin irrégulier par la suite. Au XVIIe siècle, la poétesse Mme Deshoulières y séjourne († 1694). Parmi les propriétaires successifs figurent la famille de Grimouville, la famille de Hanivel, les Clermont-Tonnerre, la marquise de Kerhoent. À la fin du XVIIIe siècle, la baronnie de Chambray échoit à la marquise de Tourzel († 1832, et dernière gouvernante des enfants de Louis XVI), puis à la duchesse de Lorges (la femme — Marie-Marguerite-Reine Butault de Marsan de Keramprat — ou la fille cadette — Adélaïde-Philippine) du duc de Lorges Guy-Louis….
Château en brique et moellons enduits couvert de toits en pavillons en ardoise ; cour des communs formée de deux bâtiments perpendiculaires ; bâtiment avec pavillon central et ailes latérales à arcades ; aile en retour à arcade avec écuries et remises ; communs en moellons enduits avec entourage des baies, angles, frontons et cordons en brique apparente ; toit à longs pans brisés en tuile plate (partie classée) ; pavillon dit conciergerie peut-être à usage d'orangerie et église dite chapelle en moellons enduits et chaînes de brique couvertes en tuile plate ; élévation intérieure de la chapelle avec tribune fermée par une balustrade convexe ; grille en fer forgé ouvrant sur la cour des communs ; pont dit pont de Tourzel dans le parc en brique et pierre. Parc boisé (garenne) et petit parc créé au XVIIIe siècle avec parterres de jardin, bosquets et ronds-points.
Les façades et toitures de l'ensemble des communs ainsi que la chapelle sont classées aux monuments historiques par arrêté du 24 mai 1973.
Le présent édifice ne doit pas être confondu avec le château de la famille de Chambray historiquement situé à Gouville.

##### Église Saint-Martin

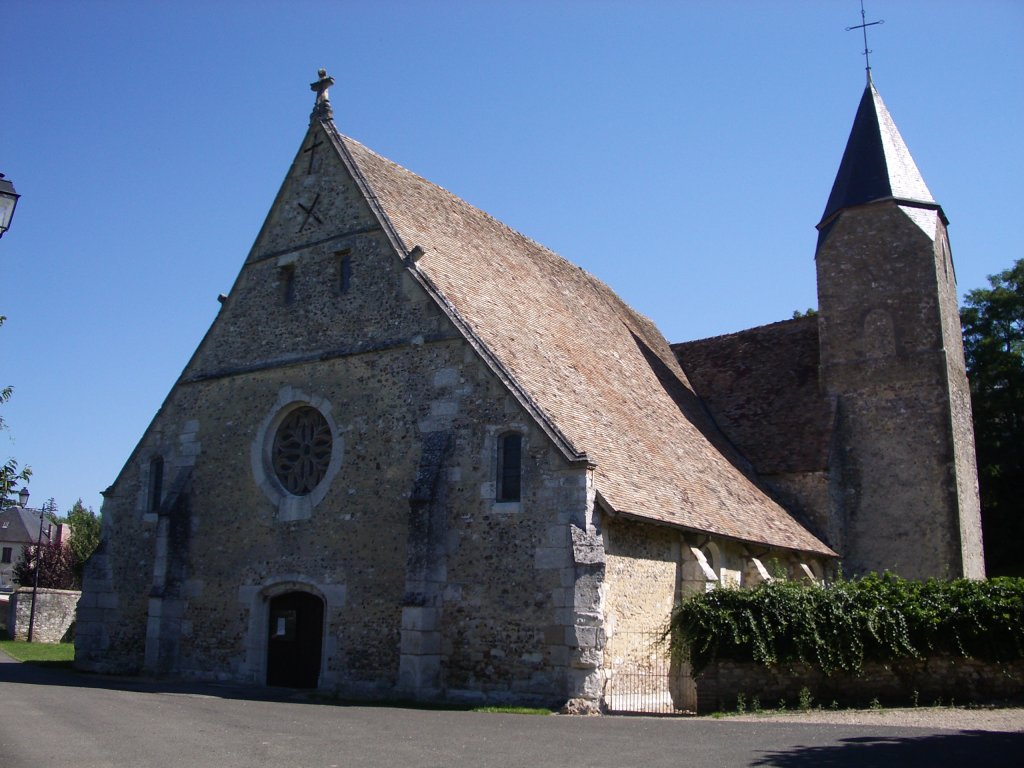
Église Saint-Martin.

Église Saint-Martin : une première église est construite au XIe siècle (charte de Richard II de Normandie en 1018), dépendant de l'abbaye Saint-Ouen de Rouen, puis du seigneur du lieu. L'église-halle actuelle est construite au XVIe siècle, sa dédicace étant opérée en 1552, par l'évêque d'Hippone Mgr Jean de la Massonnaye (mort le 6 février 1554) suffragant du cardinal d’Amboise, archevêque de Rouen. Au XVIIe siècle est édifiée une tour-clocher carrée à l'extrémité du croisillon méridional. On note le projet non abouti de voûter les deux croisillons. En 1664, Vincent de Paul se présente à la cure comme fondé de pouvoirs de l'abbé de Saint-Ouen. 
- La sacristie est postérieure (XVIIIe siècle ?).
- Le cimetière est désaffecté vers 1900.
- Quelques travaux sont réalisés aux XIXe et XXe siècles.
- Le mobilier est classé[34].

#### Monuments recensés et autres édifices d'intérêt local
- Presbytère[35].
- Moulin à blé, moulin à foulon. Moulin à blé appartenant en 1846 au duc de Lorges. Figure au cadastre de 1852 comme dépendance du château de Chambray. En 1880, la princesse de Croÿ (Marie-Hélène de Durfort-Civrac, 1841-1910, fille d'Emeric-Laurent duc de Lorge et arrière-petite-fille d'Adélaïde-Philippine de Durfort de Lorges ci-dessus ; x 1862 le prince Georges-Victor de Croÿ, 1828-79, fils cadet du duc Alfred de Croÿ) est propriétaire de l'usine de Chambray. La statistique de 1887 cite la foulerie de draps de Chambray (4 ouvriers y étaient employés). Désaffecté en 1984. on note alors les vestiges du système d'engrenages de la roue hydraulique dans le moulin ; dans une pièce de l'atelier de fabrication, une grande cuve en maçonnerie avec dépôt argileux[36].
- Ancien manoir de Chambray datant du XVIe siècle[37]. Mention d'un colombier.
- Château dit manoir (de Montbray) au cadastre de 1825[38] : reconstruit dans les années 1840 à l'emplacement d'un édifice plus ancien, dans un style éclectique : corps central flanqué de deux ailes avec une avancée comprenant un porche dans-œuvre. L'édifice est couronné d'un belvédère qui permet d'embrasser la vue sur la campagne environnante. Dans les années 1950, un projet d'aménagement du parc par André de Vilmorin semble avoir été en partie réalisé.

Liste complète